# Leplaea mangenotiana
Leplaea mangenotiana är en tvåhjärtbladig växtart som först beskrevs av Aké Assi & Lorougnon, och fick sitt nu gällande namn av E.J.M.Koenen och J.J.de Wilde. Leplaea mangenotiana ingår i släktet Leplaea och familjen Meliaceae. Inga underarter finns listade i Catalogue of Life.